# Myotis annectans
Myotis annectans es una especie de murciélago de la familia Vespertilionidae.

## Distribución geográfica
Se encuentra en la  India, Indonesia, Laos, Birmania, y Tailandia.